# Sebú (Cotabato del Sur)
Sebú (en Tboli: Benwu Sbù, [sbuʔ]; en hiligueino: Banwa sg Sëbû, [səˈbuʔ]; en filipino: Bayan ng Sëbû; en inglés: Municipality of Sebu) es un municipio filipino de primera categoría, situado al sur de la isla de Mindanao. Forma parte de la provincia de Cotabato del Sur situada en la Región Administrativa de Soccsksargen también denominada Región XII. 
Para las elecciones está encuadrado en el Segundo Distrito Electoral de esta provincia.

## Barrios
El municipio de Lake Sebu se divide, a los efectos administrativos, en 19 barangayes o barrios, conforme a la siguiente relación:
| - Bacdulong - Denlag - Halilán - Hanoón | - Klubi - Lago Lahit - Lamcade - Lamdalag | - Lamfugon - Lamlahak - Maculán de Abajo - Luhib | - Ned - Población - Silutón - Talisay | - Takunel - Maculán de Arriba - Tasimán |  |

## Historia

### Influencia española

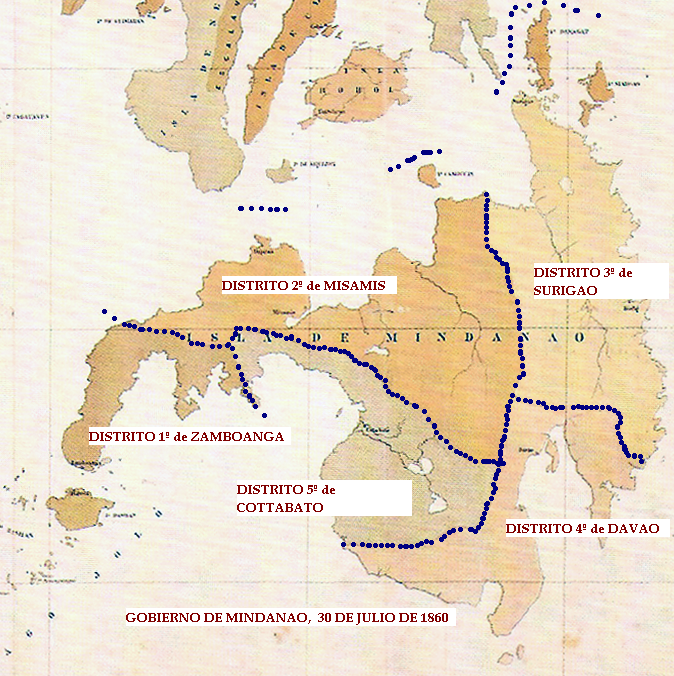
Gobierno de Mindanao: Los 5 Distritos creados por Real Decreto de 30 de julio de 1860.

El Distrito 4º de Dávao, llamado antes Nueva Guipúzcoa, cuya capital era el pueblo de Dávao e incluía la  Comandancia de Mati,   formaba  parte del Imperio español en Asia y Oceanía (1520-1898).

### Independencia
El 18 de julio de 1966 el presidente Ferdinand E. Marcos suscribe la ley Republic Act n.º 4849 por la que los municipios de Norala, Surala, Banga, Tantangán, Koronadal, Tupi, Polomolok, Kiamba, Maitum, Maasim, Tampacán y Glan, así como la ciudad del Rajah Buayan, hoy General Santos, quedan segregadas de la provincia de Cotabato para formar una nueva denominada provincia de Cotabato del Sur siendo su capital el municipio de  Koronadal. La actual provincia de Cotabato menos el territorio que comprende los municipios antes mencionados continuará a ser conocido como Cotabato.
El 11 de noviembre de 1982 los barrios de Lago de Sebú (Lake Sebu), Bulong, Talisay, Lake Lahit, Luhib, Hanoon, Maculan, Halilan, Lam Dalag, Lam Lahak, Te Kumil, Datal Lawa, Tafal, y los sitios de Anko, Tansa, Ned, Kalaong, la Reserva de Tasaday Manobo Blit (amparada en la Presidential Proclamation n.º 995) hasta ahora pertenecientes a los municipios de T’Boli y de Surala, pasan a formar el nuevo municipio de Lago de Sebú.